# Dendropsophus praestans
Espèce
Synonymes
- Hyla praestans Duellman & Trueb, 1983

Statut de conservation UICN

 LC  : Préoccupation mineure
Dendropsophus praestans est une espèce d'amphibiens de la famille des Hylidae.

## Répartition
Cette espèce est endémique du département de Huila en Colombie. Elle se rencontre entre 1 750 et 2 250 m d'altitude sur le versant oriental de la Cordillère Centrale dans la partie supérieure de la vallée du río Magdalena,.

## Étymologie
Le nom spécifique praestans vient du latin praestans, éminent, distingué, en référence à l'herpétologiste Ernest Edward Williams.

## Publication originale
- Duellman & Trueb, 1983 : Frogs of the Hyla columbiana group: taxonomy and phylogenetic relationships in Rhodin & Miyata, 1983 : Advances in Herpetology and Evolutionary Biology. Essays in Honor of Ernest E. Williams. Museum of Comparative Zoology, Harvard University, p. 33-51 (texte intégral).